# 管弦楽組曲第1番 (ドビュッシー)

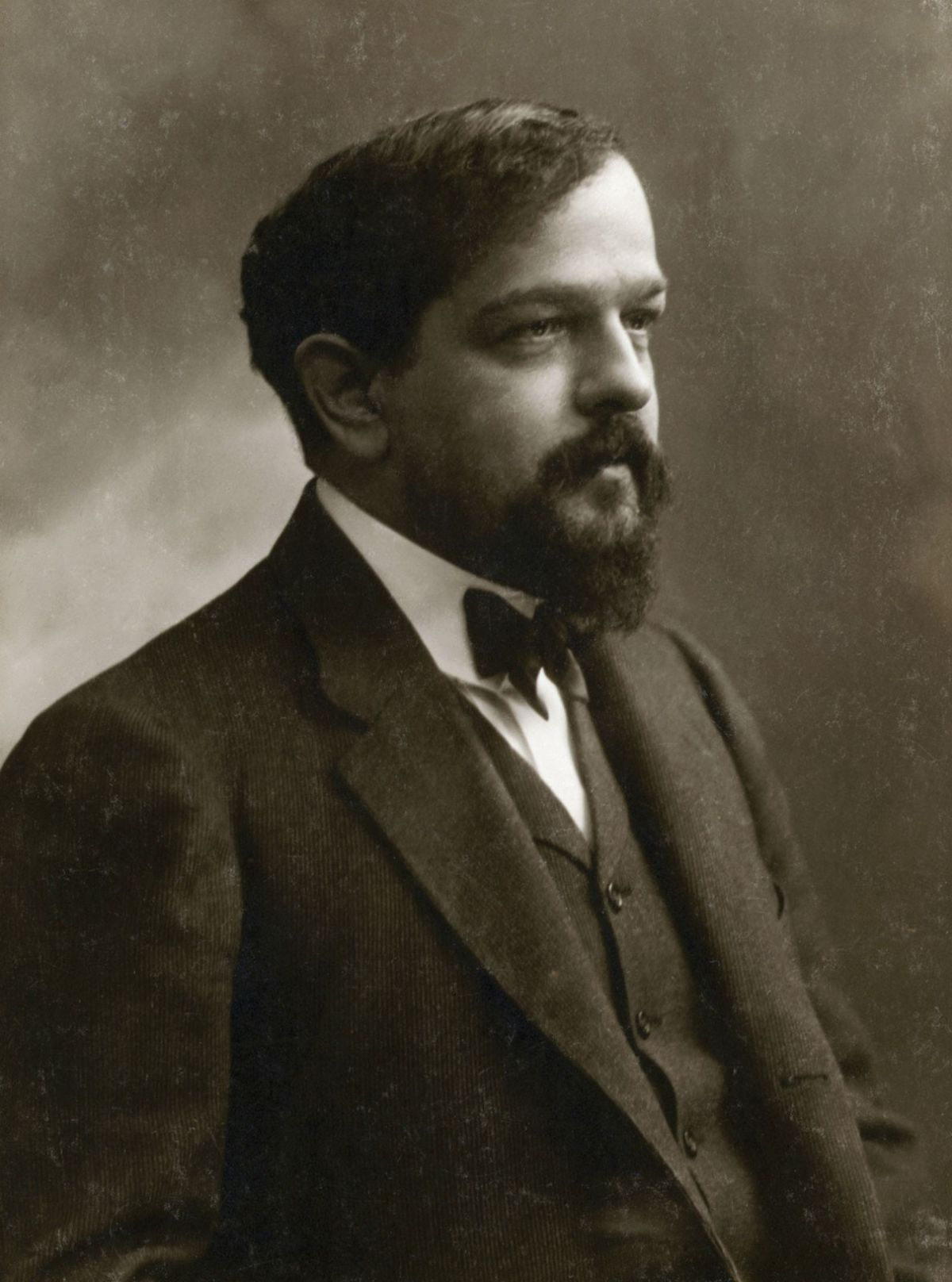
ドビュッシー

管弦楽組曲第1番 (かんげんがくくみきょくだいいちばん、Première Suite d'Orchestre) は、ドビュッシーが作曲した管弦楽作品である。ルシュール番号はL.46である。
1882年から1884年の間に書かれたと考えられている。全4曲からなる。この曲の存在自体は以前から知られていたが、長い間、楽譜は紛失されたものと思われていた。自筆譜は、2006年にモルガン・ライブラリーで発見された。

## 概要
この曲が書かれたのは、ドビュッシーのパリ音楽院生活の最後の時期にあたる。時期的には、エルネスト・ギローの作曲科のクラスに入ったころに相当する。
この作品以前に手がけたオーケストラ作品としては、交響曲ロ短調、オペラ「森のディアーヌ」(原作はテオドール・ド・バンヴィル) のための序曲などがあるにはあるのだが、完成された作品としては「オーケストラのための間奏曲」(1882年作曲、L.40) を書いただけなので、この「管弦楽組曲第1番」がドビュッシーの事実上の最初のオーケストラ作品だと言える。
若いころのドビュッシーはラロの音楽を大変高く評価しており、この曲にもその影響が認められる。音楽学者のジャン=クリストフ・ブランジェ  (Jean-Christophe Branger) によると、第4曲の「行列とバッカナール」には、ラロのバレエ「ナムーナ」(1882年初演)の中のバッカナールをほうふつとさせるパッセージが含まれている、という。

## 楽譜発見の経緯
この曲の存在自体は、ドビュッシーの発言や手紙により以前から知られていたが、楽譜は所在不明のままだった。
1977年にフランソワ・ルシュール (François Lesure) が出版したドビュッシーの全作品目録の中に、自筆譜の所在に関する記載があったことから楽譜が現存していることが音楽学者に知られるようになった。その中には、1958年にニューヨークで、ピアノ連弾版とオーケストラ版の2種類の自筆譜が売却されたこと、自筆譜の以前の所有者がアンリ・ルロル (Henry Lerolle、1890年代にドビュッシーの親友だった画家、ショーソンの義兄) の家族だったことが書かれていた。しかし、自筆譜の行方はその後長いこと不明なままだった。
自筆譜の所在がわかったのは2006年のことで、音楽学者のジャン=クリストフ・ブランジェがニューヨークのモルガン・ライブラリーの電子版目録を調べていて、Première Suite d'Orchestreと題された自筆譜が含まれていることに気づいたのが発端である。最初、ブランジェは何かの間違いだろうと思っていたが、ドゥニ・エルラン (Denis Herlin、デュラン-サラベール-エシク社刊ドビュッシー全集の主席編集者) に確かめたところ、調査の結果、本物であることがわかった。
同時に、1996年にロバート・リーマン (Robert O.Lehman) が自筆譜を購入し (ピアノ連弾版、オーケストラ版共に)、保存のためにモルガン・ライブラリーに収めたのだが、その後、特に注目されることもなく、そのままライブラリーの中で眠っていたこともわかった。
発見された楽譜には2つの版が含まれていた。1つはドビュッシー自身の編曲によるピアノ連弾用、もう1つは管弦楽バージョンである。ただし、オーケストラ版には第3曲が含まれておらず、紛失したものと見られる。

## 作曲の経過
ドビュッシーの初期の作品については作曲経緯がわからないことが多く、この曲もまたその例外ではない。1882年から1884年にかけて書かれたと考えられているが、詳しいことはわからない。
若干詳しいことがわかるのは第2曲「バレエ」のみである。フランス国立図書館に収蔵されているドビュッシーの作曲ノートからわかることは、「オーケストラのための間奏曲」を書いた後、2曲目の「バレエ」のスケッチを始めたこと、しかし、その後完成までは時間がかかり2年を要していたらしいこと、1884年2月の試験に「バレエ」を提出していることである。

## 曲の構成
第1曲 祭り (Fête)
3拍子の3部形式の小曲。主部は主に短い動機を繰り返すことで構成されている。中間部は、木管楽器の細かい動きと弦楽器の旋律が中心の音楽である。
第2曲 バレエ (Ballet)
中近東のオリエンタル音楽風なところのあるエキゾチックな曲である。1884年のカンタータ「放蕩息子」のオーケストレーション、特に、Air de Balletと類似点の多い曲である。
第3曲 夢 (Rêve)
この曲のみオーケストレーションがフィリップ・マヌリによるものであるため、他の3曲に比べると繊細過ぎる感は残るが、少し後の作品である「放蕩息子」や「選ばれた乙女」の音楽や和声を感じさせる。
第4曲 行列とバッカナール (Cortège et Baccanale)
「行列」は、金管楽器とティンパニ、シンバルが派手に活躍する行進曲風の曲である。「バッカナール」は木管楽器と弦楽器が旋律を繰り返すことを主体とした落ち着いた曲想で始まり、次第に活発で派手な曲に変わり、再び「行列」の音楽が戻ってきて華やかに終わる。わずか数年後のドビュッシーの音楽からすら想像しがたい大仰な曲である。

## 小組曲
ドビュッシーは、1888年から翌1889年にかけてピアノ連弾のための「小組曲」を書いたが、この「管弦楽組曲第1番」を意識して書かれたと考えられている。タイトルにつく「小」という形容詞、「管弦楽組曲第1番」と「小組曲」共に、「行列」と「バレエ」という題名が使われていることがその理由である。

## 演奏時間
約30分 (1曲目から順に、約6分、約4分、約8分、約9分)

## 初演
ピアノ連弾版は、2008年6月11日に、パリのアメリカ大使館で開催されたイベントTrésors retrouvés d’Orient et d’Occidentの中で初演された。初演者は、ノエル・リーとアレクサンドル・タローである。初演には、駐仏アメリカ大使夫妻の他に、ローラ・ブッシュ大統領夫人 (当時) も出席した。
オーケストラ版は、2012年2月2日、パリのシテ・ドゥ・ラ・ミュージックにて、フランソワ＝グザヴィエ・ロト指揮、レ・シエクルの演奏で初演された。第3曲は管弦楽版が残されていないため、作曲家のフィリップ・マヌリが管弦楽用に編曲したものが使われた。

## 出版
ピアノ連弾版は、パリのデュラン-サラベール-エシク社から2008年に出版された (デュラン-サラベール-エシク社刊「ドビュッシー全集」第1シリーズ第9巻)。オーケストラ版は、デュラン-サラベール-エシク社刊「ドビュッシー全集」第5シリーズ第1巻として刊行予定(2019年現在)。

## 録音
- ピアノ連弾版

Debussy 2 pianos and 4 mains, Decca, 2012, 演奏はフィリップ・カッサール (Philippe Cassard) とフランソワ・シャプラン (François Chaplin)
- オーケストラ版

Éditions Musicales ACTES SUD, 2013(初演時のライブ録音をCD化したもの、交響詩『海』を併録)

### 注
1. ↑  ルシュール番号改定前の作品番号はL.50[1]。
2. ↑  ルシュールによるドビュッシーの全作品目録 (改訂版) では、1883年1月24日の表記になっている[1]。
3. ↑  旧番号はL.27[1]である。
4. ↑  オーケストラ版が書かれたことと、それをドビュッシー自身が編曲したものがあり、ピアノ連弾版らしい、ということがわかっていた[3]
5. ↑  ドビュッシーの連弾、二台ピアノのための楽譜は複数作品が収録されていることがヤマハミュージックメディアなどで多いが、この作品のみが収録されていない。